# Gilbert Carrié
Pour les articles homonymes, voir Carrié.
Ne doit pas être confondu avec Gilbert Garrier.
Gilbert Carrié est un footballeur français né le 18 mai 1952 à Bourg-Achard (Eure). Il évoluait comme milieu de terrain. 1,73 m pour 72 kg.
Gilbert Carrié a joué 54 matchs en Division 1 et 275 matchs en Division 2. Il a inscrit 9 buts en D1 et 80 buts en D2.

## Carrière de joueur
- 1974-1978 : FC Rouen
- 1978-1980 : Olympique lyonnais[1]
- 1980-1982 : Le Havre AC
- 1982-1984 : Roubaix Football
- 1984-1985 : Dieppe

## Source
- Col., Football 79, Les Cahiers de l'Équipe, 1978, cf. page 108.